# (2654) Ristenpart
(2654) Ristenpart es un asteroide que forma parte del cinturón de asteroides y fue descubierto el 18 de julio de 1968 por Carlos Torres y S. Cofré desde la estación de Cerro El Roble, Chile.

## Designación y nombre
Ristenpart se designó inicialmente como 1968 OG.
Más tarde fue nombrado en honor del astrónomo alemán Friedrich Wilhelm Ristenpart (1868-1913).

## Características orbitales
Ristenpart está situado a una distancia media del Sol de 3,049 ua, pudiendo acercarse hasta 2,77 ua y alejarse hasta 3,329 ua. Tiene una excentricidad de 0,09177 y una inclinación orbital de 7,433°. Emplea en completar una órbita alrededor del Sol 1945 días.